# Гюстав Бонне
Жозеф Гюстав Бонне (фр. Joseph Gustave Bonnet; 1810, Марсель — 9 лютого 1875, Єр, департамент Вар) — французький інженер-урбаніст, натураліст і ботанік, один з керівників масштабної перебудови Ліона у 1850 — 1860-х роках. Перший директор Ліонського ботанічного саду, учасник проєктів з акліматизації екзотичних рослин.

## Біографія
Закінчив ліцей Тьєр при Політехнічній школі в Парижі. У 1830 році вступив до Школи мостів і доріг, проте, захопившись ідеями Сен-Сімона, у 1832 році перервав навчання. За кілька років він закінчив цей навчальний заклад. У 1837 році призначено керівником навігації департаменту Верхня Сона. Внаслідок конфлікту зі своїм керівником Жаном Лакордером змушений провести кілька років у «посадовому засланні» у Сен-Кантені.

### Інженер-урбаніст

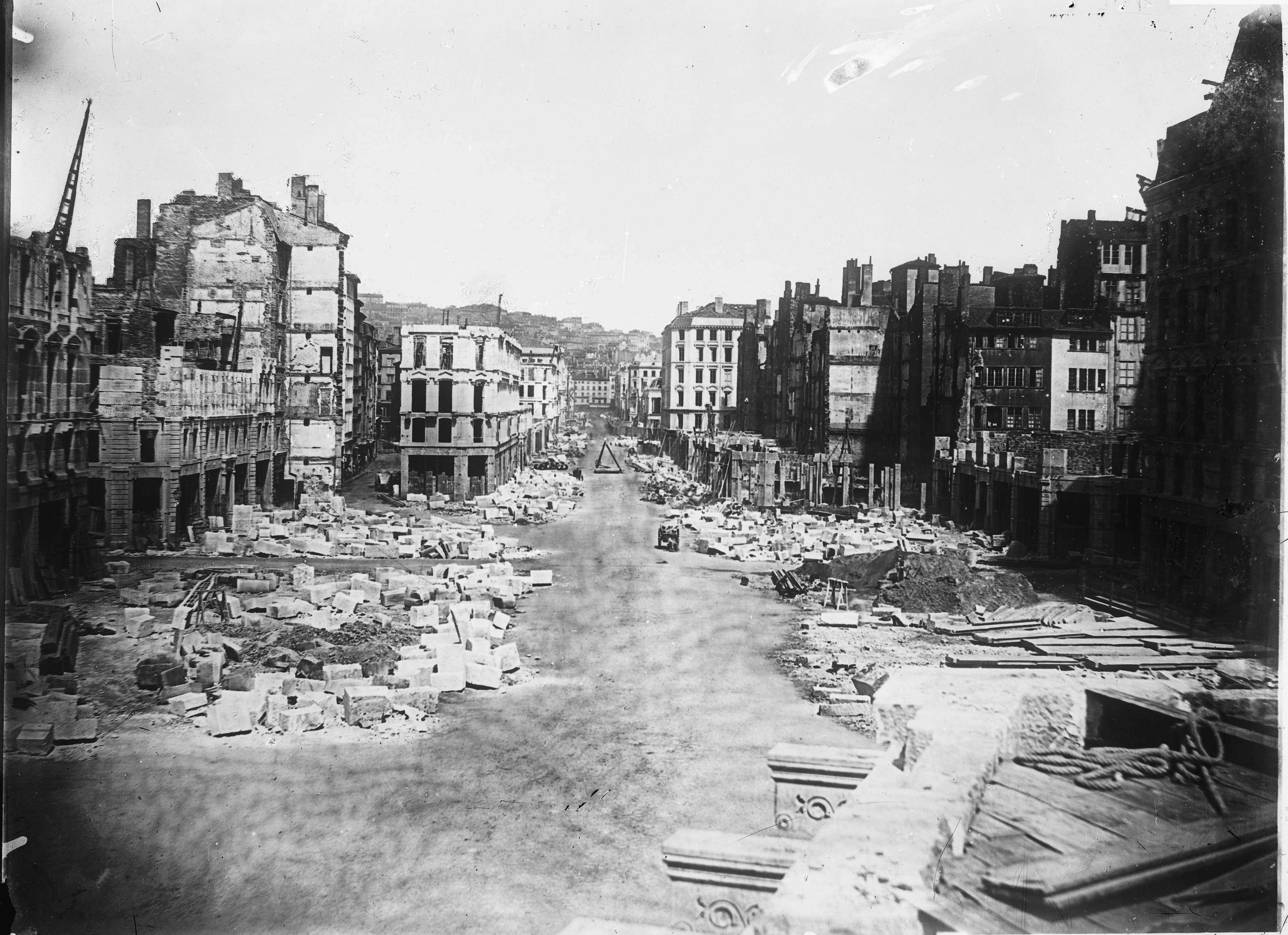
Прокладка вулиці Імперьяль, 1856

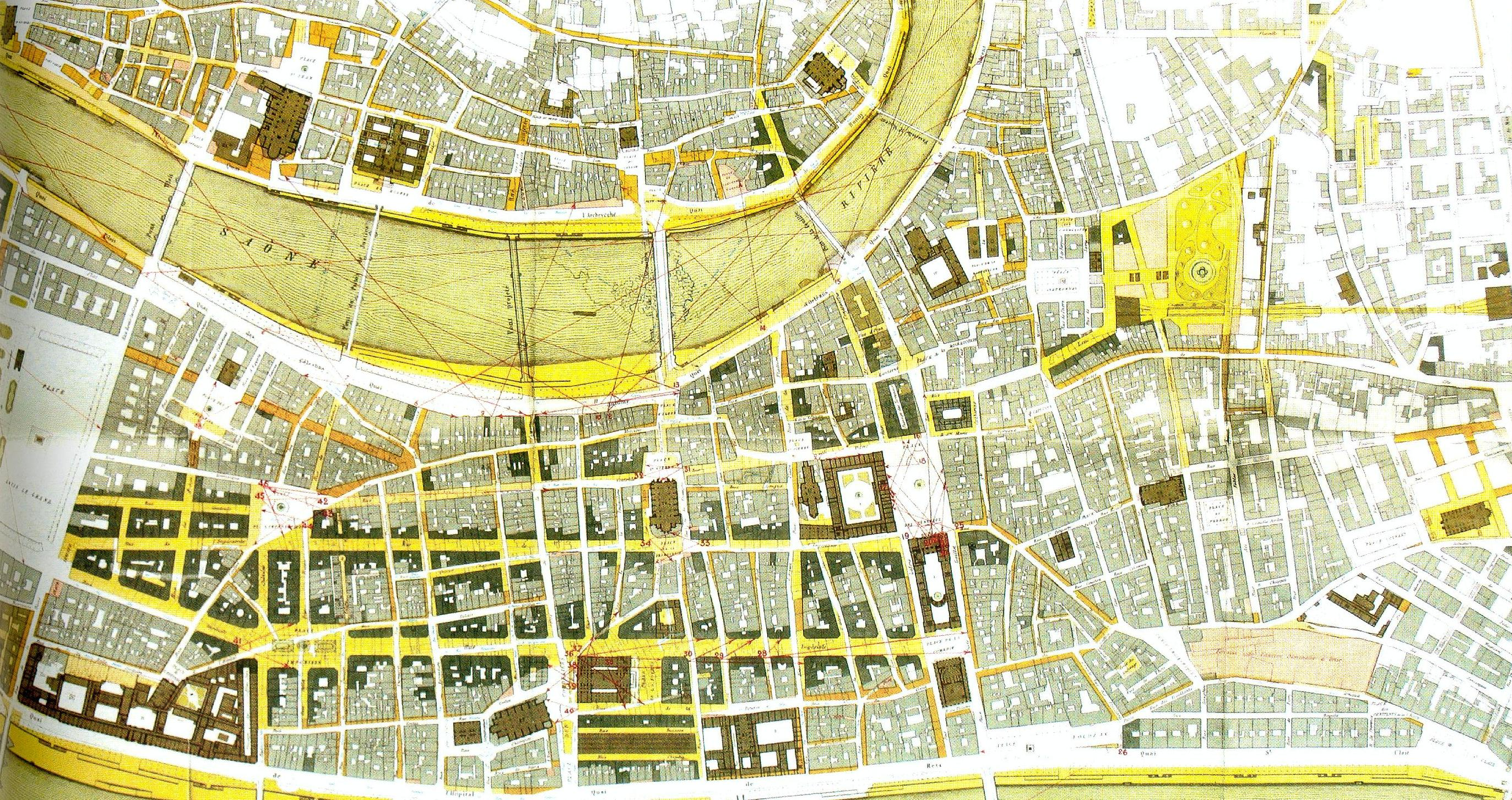
Карта Прескіля, виконана Гюставом Бонне, 1863

У 1854 році Клода-Маріуса Вайсса призначено префектом департаменту Рона й одночасно фактичним мером Ліона. Він запросив свого земляка, Гюстава Бонне, на посаду міського інженера доріг і мостів. Бонне шістнадцять років разом з Тоні Дежарденом був керівником масштабних містобудівних проєктів. На думку дослідника Домініка Бертена, Бонне став головним натхненником змін центру Ліона.
Бонне боровся з великою повінню 1856 року.
Під його керівництвом через центральний ліонський квартал Прескіль було прорубано дві широкі вулиці. Першою була вулиця Імперьяль (фр. rue Impériale — «імперська», нині вулиця Репюблік), для її будівництва було знесено 289 старих будинків. Через кілька років паралельно цій вулиці була прокладена вулиця Імператріс (фр. rue de l’Impératrice — «Імператриці», нині вулиця Президан-Едуар-Ерріо). Після цих перетворень квартал Прескіль перетворився з нетрів на престижний буржуазний район, забудований монументальними будинками. Серед збудованих у цьому районі будівель можна виділити Палац торгівлі, побудований Бонне спільно з Дежарденом на вулиці Імперьяль. Бонне отримав величезні прерогативи та свободу дій. Так, у 1857 році він розпоряджався бюджетом у сумі близько 600 000 франков і був керівником всього, що стосувалося вуличної мережі й озеленення.
У 1869 році призначено імператором Наполеоном III на посаду генерального інспектора.

### Натураліст
З 1857 року керував створенням парку «Тет д'Ор» на півночі Ліона, розпоряджаючись бюджетом 75 000 франків. Були закуплені та посаджені перші 6000 дерев за ціною 2 франки за штуку. Ще 15 000 франків витрачено на купівлю екзотичних рослин. Бонне став першим директором Ліонського ботанічного саду, створеного як частина парку «Тет д'Ор», й очолював його з 1859 до 1870 рік. З 1865 року керував будівництвом у ботанічному саду великих теплиць і теплиць для агав. У результаті, за словами дослідника історії ботанічного саду Презамля-Бауера, Бонне став «одержимим натуралістом» і увійшов до членів Імперського зоологічного товариства з акліматизації.

### Останні роки в Єре
Після падіння Другої імперії у 1870 році Гюстав Бонне впав в немилість і був відправлений у відставку. Останні роки Бонне прожив на своїй віллі Маргеріт (фр. villa Marguerite), у містечку Єр на півдні Франції. Там у саду вілли він створив акліматизаційний парк, в якому вирощував рідкісні пальми, наприклад, юбею чилійську, які стали найкрасивішими в окрузі. Сусідом Бонні по Єру був паризький ботанік Ернест Жермен де Сен-П'єр.

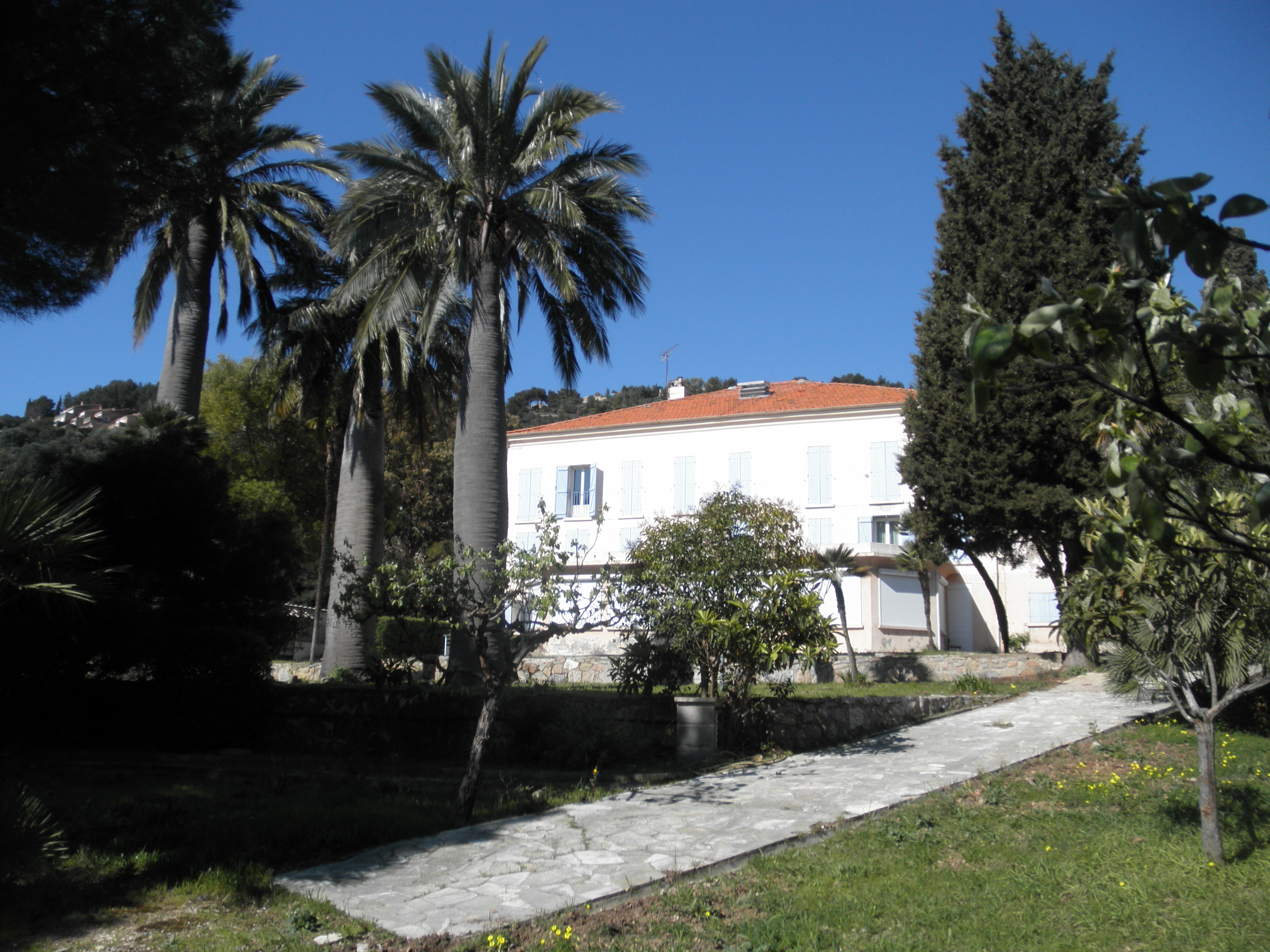
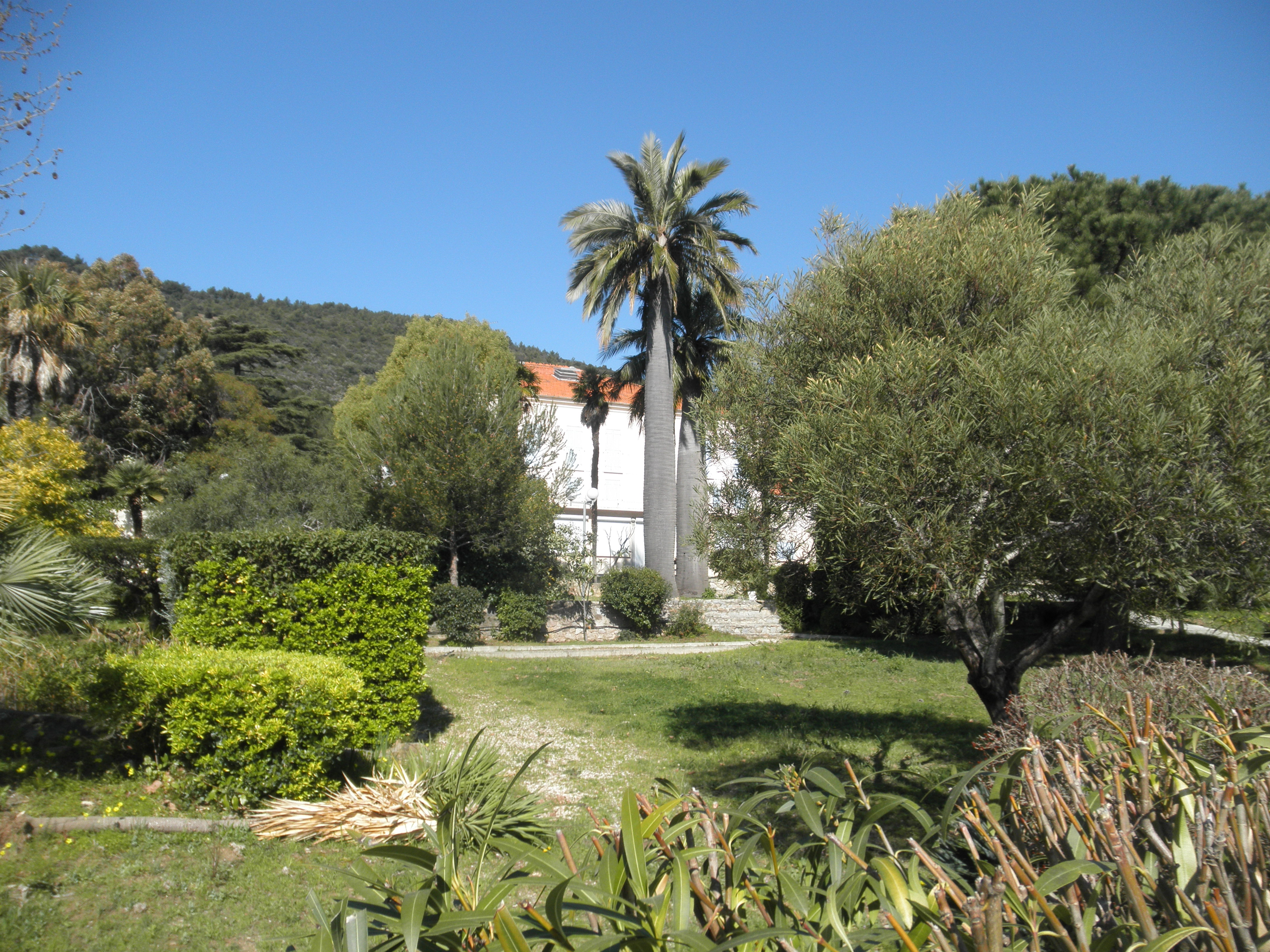
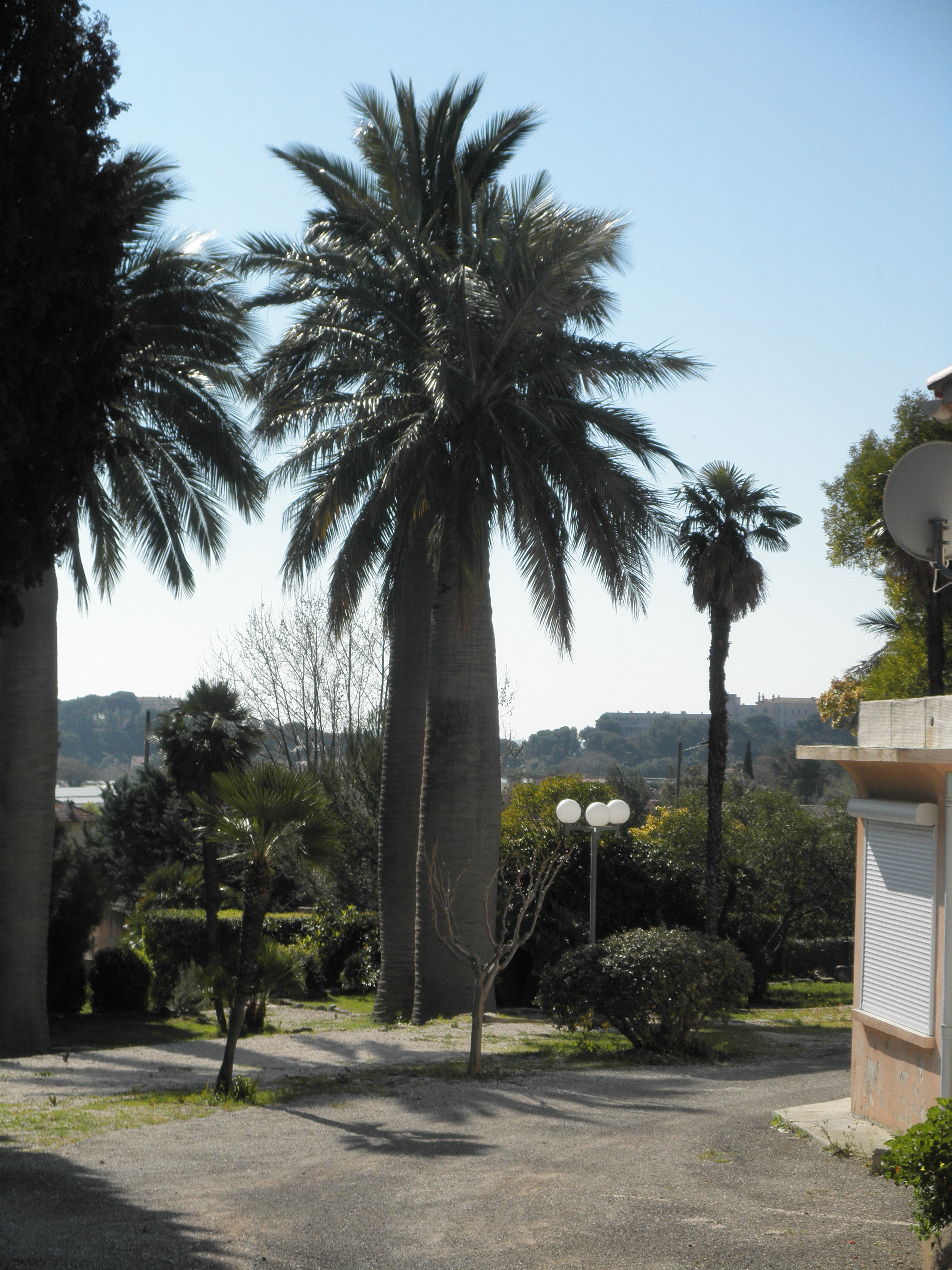